# Крик (річка)

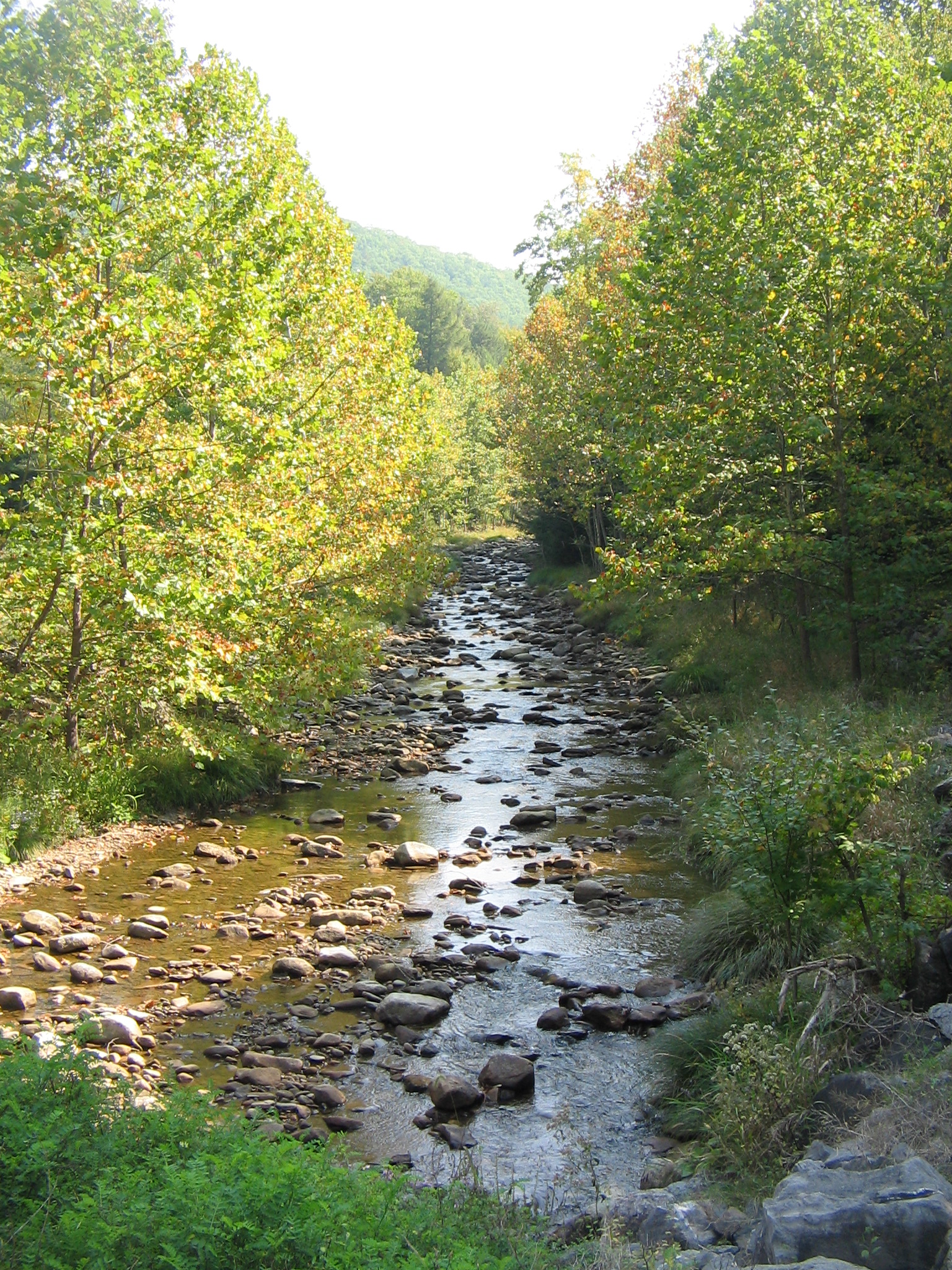
Беар-Крик (Bear Creek) в Пенсільванії, США

Крик (англ. creek) — в Австралії та Північній Америці, назва малого або середнього розміру струмка або річки. Деякі крики можуть бути навіть судноплавними, а деякі — у певний період року частково або повністю пересихають. На картах такі річки позначають синіми пунктирними лініями.